# اسکات ترنر (سیاستمدار)
اریک اسکات ترنر (زاده ۲۶ فوریه ۱۹۷۲) سیاستمدار و صاحب کسب‌وکار آمریکایی است که در سابق بازیکن حرفه‌ای فوتبال آمریکایی بود و از سال ۲۰۲۵ به عنوان نوزدهمین وزیر مسکن و توسعه شهری ایالات متحده خدمت می‌کند.
او از سال ۲۰۱۹ تا ۲۰۲۱ به عنوان مدیر اجرایی شورای فرصت و احیای کاخ سفید خدمت کرد. ترنر قبل از ورود به سیاست، به مدت ۹ فصل در پست کُرنِربَک در لیگ ملی فوتبال (NFL) بازی کرد.
در ماه نوامبر ۲۰۲۴، ترامپ، رئیس‌جمهور منتخب اعلام کرد که قصد دارد ترنر را به عنوان وزیر مسکن و توسعه شهری در دولت دوم خود معرفی کند. سنای ایالات متحده در روز ۵ فوریه ۲۰۲۵ با ۵۵ رای موافق در برابر ۴۵ رای او را تأیید کرد و بعد در این منصب، فعالیت خود را آغاز کرد.

## دوران ابتدایی زندگی و تحصیلات
ترنر از نسل چهارم تگزاس، در ناحیه دالاس بزرگ شد. در سن ۱۰ سالگی، والدین ترنر از هم جدا شدند. او به مادرش گفت که قرار است در لیگ ملی فوتبال (NFL) بازی کند. ترنر در دبیرستان پیرس (Pearce) حضور داشت که در آنجا در رشته‌های فوتبال و دو و میدانی فعالیت داشت و در سال ۱۹۹۰ از این دبیرستان فارغ‌التحصیل شد. در دوران دبیرستان به عنوان کارگر شستشوی ظرف در رستوران‌های زنجیره‌ای اسپرینگ کریک باربیکیو در شهر ریچاردسون، ایالت تگزاس کار کرد.
ترنر یک بورس تحصیلی کامل آموزشی ورزشی در دانشگاه ایلینوی کسب کرد. در فوتبال آمریکایی، او ابتدا در پست واید رسیور بازی کرد و در سال‌های آخر بازیگری خود به پست کُرنربَک منتقل شد، او پیراهن شماره ۲۱ را بر تن کرد و در جام لیبرتی بول ۱۹۹۴، چهل و هشت تکل کسب کرد. در رشته دو و میدانی، او در بخش ۲۰۰ متر و ۴۰۰ متر فعالیت داشت در لیگ دانشگاهی بیگ تِن سال ۱۹۹۱ داخل سالن در بخش دانشجویان سال اولی برنده شد، و دو عنوان دو و میدانی در بخش ۴۰۰ متر داخل سالن لیگ دانشگاهی بیگ تِن را در سالهای ۱۹۹۲ و ۱۹۹۳ به دست آورد. او در سال ۱۹۹۳، به عنوان ورزشکار برتر ماه (ژانویه) بیگ تِن انتخاب شد. او یکی از افراد تیم داخل سالن دوی ۴ در ۴۰۰ متر امدادی (۱۹۹۱) و تیم فضای باز (۱۹۹۳ و ۱۹۹۴) مردان در ایلینوی بود، ترنر به جایگاه آل آمریکن (All-America) در رشته دو و میدانی دست یافت.
ترنر در سال ۱۹۹۵ با مدرک ارتباطات گفتاری (speech communications) از دانشگاه ایلینوی فارغ‌التحصیل شد.

## حرفه فوتبال
اریک ترنر در نوبت هفتم درفت ان‌اف‌ال ۱۹۹۵ توسط واشینگتن ردسکینز برای الحاق به تیم انتخاب شد. او قراردادی سه ساله با این تیم با امضا رساند و از سال ۱۹۹۵ تا ۱۹۹۷ در پست کُرنربَک برای تیم ردسکینز بازی کرد. بعد از سه سال با نظر مربی تیم نورو ترنر (Norv Turner) او کنار گذاشته شد.
او سپس چهار فصل (۱۹۹۸–۲۰۰۲) برای تیم سن دیگو چارجرز بازی کرد. توسط تیم چارجرز کنار گذاشته شد و در فصل ان‌اف‌ال ۲۰۰۲ بازی نکرد.
او در سال ۲۰۰۳، قراردادی با تیم دنور برانکوز به امضا رساند. صدمه دیدن پای او در سال ۲۰۰۴ که در اردوی تمرین رخ داد به ورزش حرفه‌ای او پایان داد. او در ۱۰۱ مسابقه ان‌اف‌ال بازی کرد و طی آن ۸۹ تکل، ۵ قطع توپ (از جمله یکی برای تاچ‌داون) و ۲ سَک را به ثبت رساند.

## حرفه سیاست
در روزهای خارج از فصل لیگ ۲۰۰۳ NFL، ترنر به عنوان کارآموز برای دانکن لی هانتر، نماینده کنگره به فعالیت مشغول بود. بعد از بازنشستگی از فوتبال آمریکایی، یک شغل تمام وقت در دفتر نماینده کنگره را پذیرفت. در سال ۲۰۰۶ در انتخابات ویژه‌ای که برای جایگزینی کرسی خالی شده دوک کانینگهام از حوزه انتخابیه پنجاهم کالیفرنیا برگزار شد، او کاندید شد. در انتخابات مقدماتی، ترنر در بین ۱۷ نامزد، حائز رتبه هشتم شد. او بعد از شکست در انتخابات به شهر فریسکو، ایالت تگزاس نقل مکان کرد.
در سال ۲۰۱۲، اسکات برای حضور در مجلس نمایندگان تگزاس از حوزه انتخاباتی ۳۳ که به تازگی ایجاد شده بود، نامزد شد. در انتخابات مقدماتی جمهوری‌خواهان، جیم پرویت را شکست داد و در انتخابات اصلی که روز ۶ نوامبر برگزار شد بر مایکل کاراسکو نامزد حزب لیبرترین پیروز شد.
او در روز ۸ ژانویه ۲۰۱۳ در مجلس تگزاس سوگند یاد کرد. ترنر از ژانویه ۲۰۱۳ تا ژانویه ۲۰۱۷، دو دوره متوالی به نمایندگی از حوزه انتخاباتی ۳۳ در مجلس تگزاس خدمت کرد.

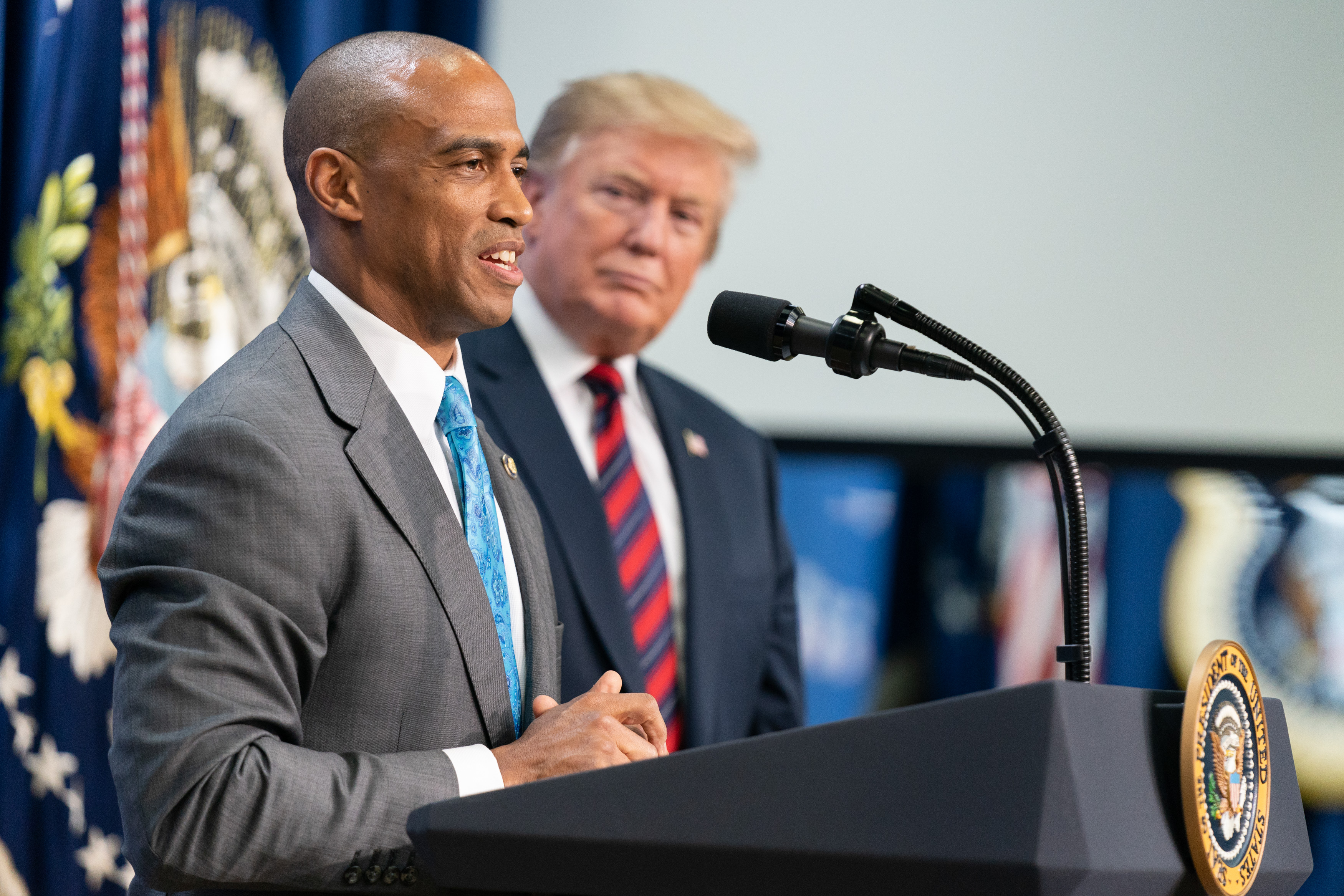
ترنر در سال ۲۰۱۹ هنگام سخنرانی در کنفرانس حوزه‌های فرصت کاخ سفید در کنار رئیس‌جمهور دونالد تدامپ (سمت راست)

در سال ۲۰۱۹ رئیس‌جمهور دونالد ترامپ، ترنر را به عنوان مدیر اجرایی شورای فرصت و احیای کاخ سفید منصوب کرد که این جایگاه توسط فرمان اجرایی ۱۳۸۵۳ ایجاد شده بود.

## وزیر مسکن و توسعه شهری
نامزدی و تأیید
ترامپ در ماه نوامبر ۲۰۲۴، ترنر را برای برگزیده شدن جهت وزیر مسکن و توسعه شهری ایالات متحده آمریکا در دولت دوم خود کاندید کرد.
او در روز ۱۶ ژانویه ۲۰۲۵ در  کمیته امور بانکی، مسکن و شهری مجلس سنا حضور یافت. این کمیته در روز ۲۳ ژانویه با ۱۳ رای موافق در برابر ۱۱ رای، او را برای در اختیار گرفتن این منصب تأیید کرد. در روز ۵ فوریه ۲۰۲۵، مجلس سنا با ۵۵ رای موافق در برابر ۴۴ رای، به او رای اعتماد داد. او همان روز در برابر قاضی کلارنس توماس سوگند یاد کرد.

## حرفه تجارت
از سال ۲۰۰۷ تا ۲۰۲۳، ترنر در کمپانی سیستم‌وِر (Systemware) که یک شرکت نرم‌افزار مدیریت محتوا است، فعالیت می‌کرد و در سمت‌های مختلف این شرکت از جمله مدیر ارشد الهام‌بخش، خدمت کرد.
ترنر مؤسس و رئیس شورای مشارکت و فرصت‌های جامعه (CEOC) است، سازمانی که از کودکانی که در فقر زندگی می‌کنند حمایت می‌کند. شورای مشارکت و فرصت‌های جامعه با بازسازی لابراتوار سوادآموزی در بونتون که محله‌ای در دالاس است، خوشنام است.
در سال ۲۰۲۳، ترنر به عنوان مدیر ارشد آرمانگرا جی‌پی‌آی (JPI) که توسعه دهنده، سازنده و مدیر سرمایه‌گذاری ملی رتبه اِی (A)، دارایی‌های چند خانواری دست‌یافتنی و مقرون به صرفه در سراسر ایالات متحده است، انتخاب شد.
ترنر و همسرش، رابین ترنر، مالک یک شرکت پوشاک مردانه سفارشی به نام استیتسمَن کلوسیرز (Statesman Clothiers) هستند.
ترنر دارای یک شرکت مشاوره به نام گروه مشاوره اسکات ترنر، ال‌ال‌سی (LLC) است. از سال ۲۰۲۰، او به لیگ ملی فوتبال (NFL)، گایدستون فایننشال، اوُندیل دِلِرشیپس، و مؤسسه سیاست اول آمریکا (American First Policy Institute) مشاوره داده است.

## زندگی شخصی
اسکات با رابین ترنر، اهل شهر شمپین در ایالت ایلینوی که از دانشگاه ایلینوی فارغ‌التحصیل شده بود، ازدواج کرد. این زوج، برادرزاده اسکات را بزرگ کردند که در سال ۲۰۲۴ از دانشگاه ایلینوی فارغ‌التحصیل شد.
ترنر و خانواده‌اش عضو کلیسای پرستون‌وود باپتیست هستند که در آنجا با عنوان کشیش همکار خدمت می‌کند. اسکات در سال ۲۰۱۶، از دانشگاه دالاس باپتیست مدرک دکترای افتخاری دریافت کرد.